# بسيط كالماء واضح كطلقة مسدس
بسيط كالماء، واضح كطلقة مسدس، هو الديوان الثالث للشاعر السوري رياض الصالح الحسين، أصدره في عام 1982 قبل وفاته بخمسة أشهر.

## تفاصيل الكتاب
صدرت (بسيط كالماء واضح كطلقة مسدس) في 116 صفحة عن دار الجرمق الفلسطينية في دمشق وبتقديم مسهب للشاعر العراقي سعدي يوسف. أما التشكيلي السوري يوسف عبدلكي فقد قام بتصميم غلاف الكتاب.
يستهل رياض الصالح الحسين كتابه بقصيدة لشاعر مصري قديم يقول فيها:
الإخوة، أشرار.
والأصدقاء ليسوا أصدقاء حب.
لمن أتحدث اليوم؟
القلوب، قلوب لصوص.

## العنوان
يشير العديد من النقاد ومراجعي الأدب في مقالاتهم عن الشاعر نفسه إلى عنوان الكتاب.
ويجد الروائي خليل صويلح أن العنوان «بسيط كالماء، واضح كطلقة مسدس» يشير إلى مفاتيح تخص تجربة رياض الصالح الحسين الشعرية وأبرزها: البساطة والوضوح، ما منح قصيدته فرادتها ودهشتها وخصوصيتها.

## قصائد شهيرة
من قصائد الكاتب الشهيرة:
- سورية[6]
- غرفة صغيرة و ضيقة و لا شيء غير ذلك[7]
- أيتها الأحجار استمعي إلى الموسيقى[8]